# مو² کژدم
مو² کژدم یک ستاره است که در صورت فلکی کژدم قرار دارد.